# الحديقة الدولية (القاهرة)
الحديقة الدولية هي حديقة عامة في شارع عباس العقاد في مدينة نصر في القاهرة. سميت بالدولية لأن لكل دولة جزء من الحديقة، بحيث توجد بها أشهر أشجارها وحيواناتها وأبرز ما تتميز به. يوجد فيها قسم خاص لدولة الإمارات، وآخر للسعودية والبحرين، وآخر لليابان، ولجميع الدول العربية أو الأجنبية. تدعمها الحكومة المصرية بشكل كبير حتى أنها تجعل رسوم دخولها منخفضة ليستمتع بها الجميع.

## معرض صور

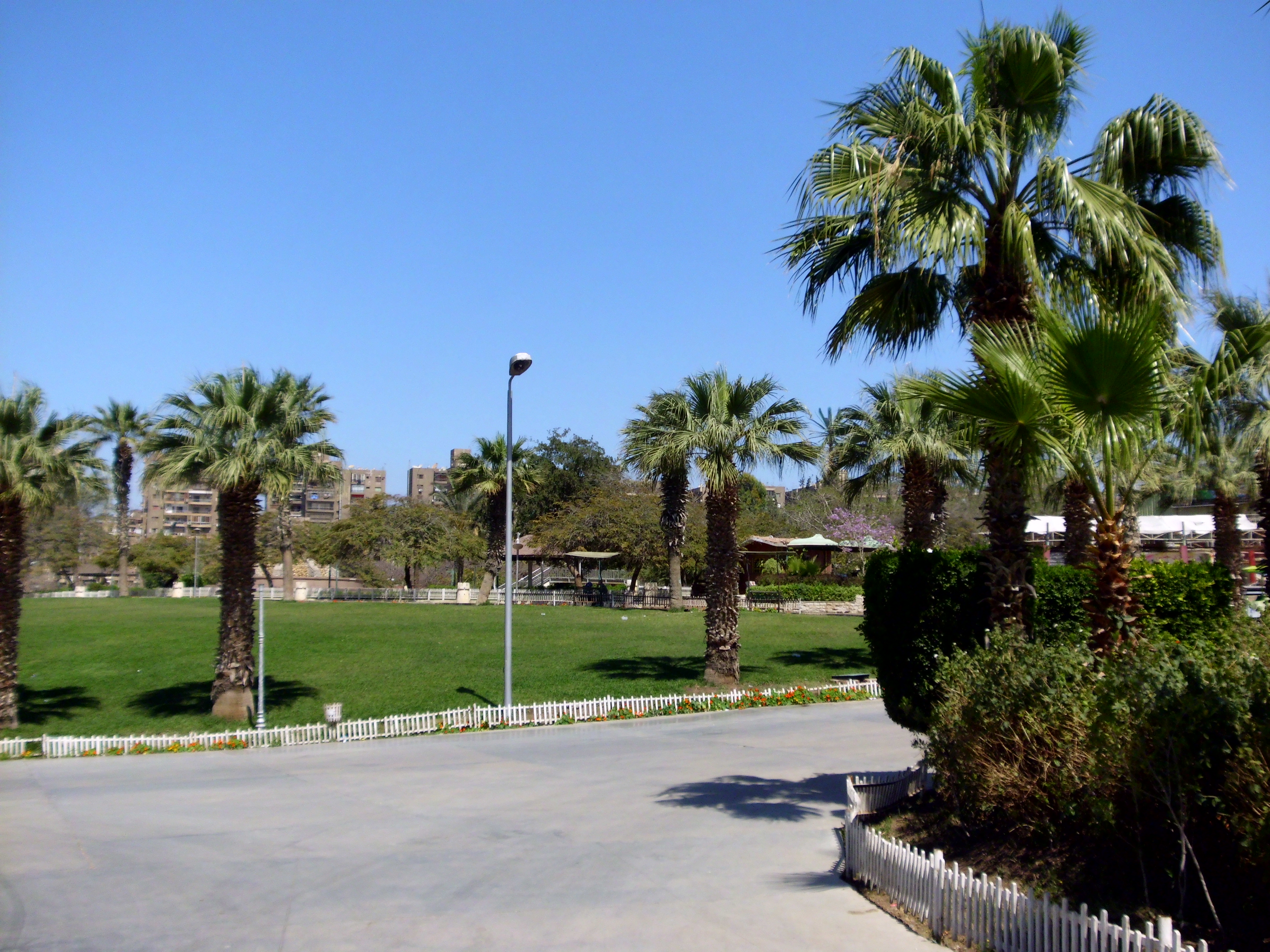
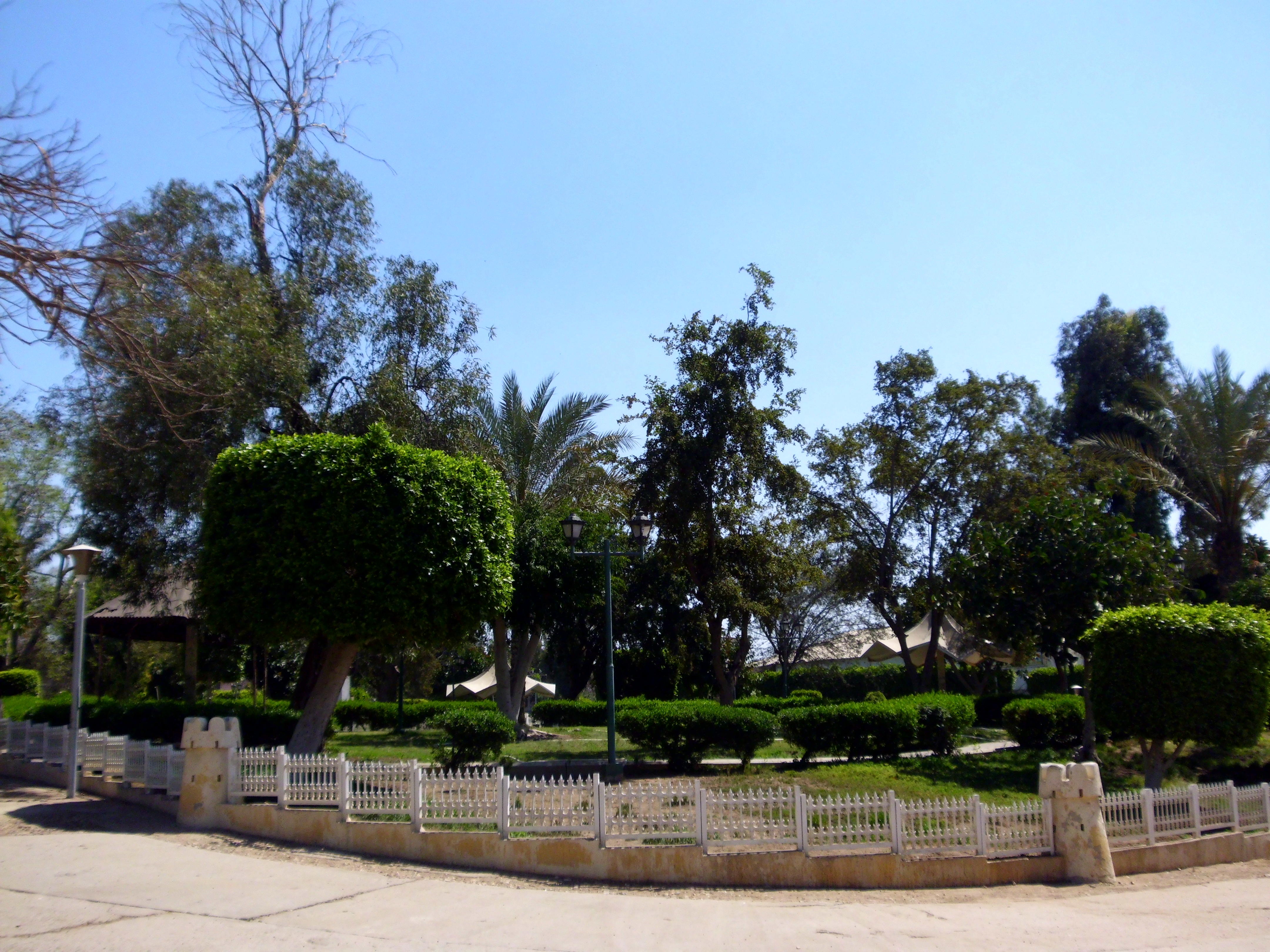
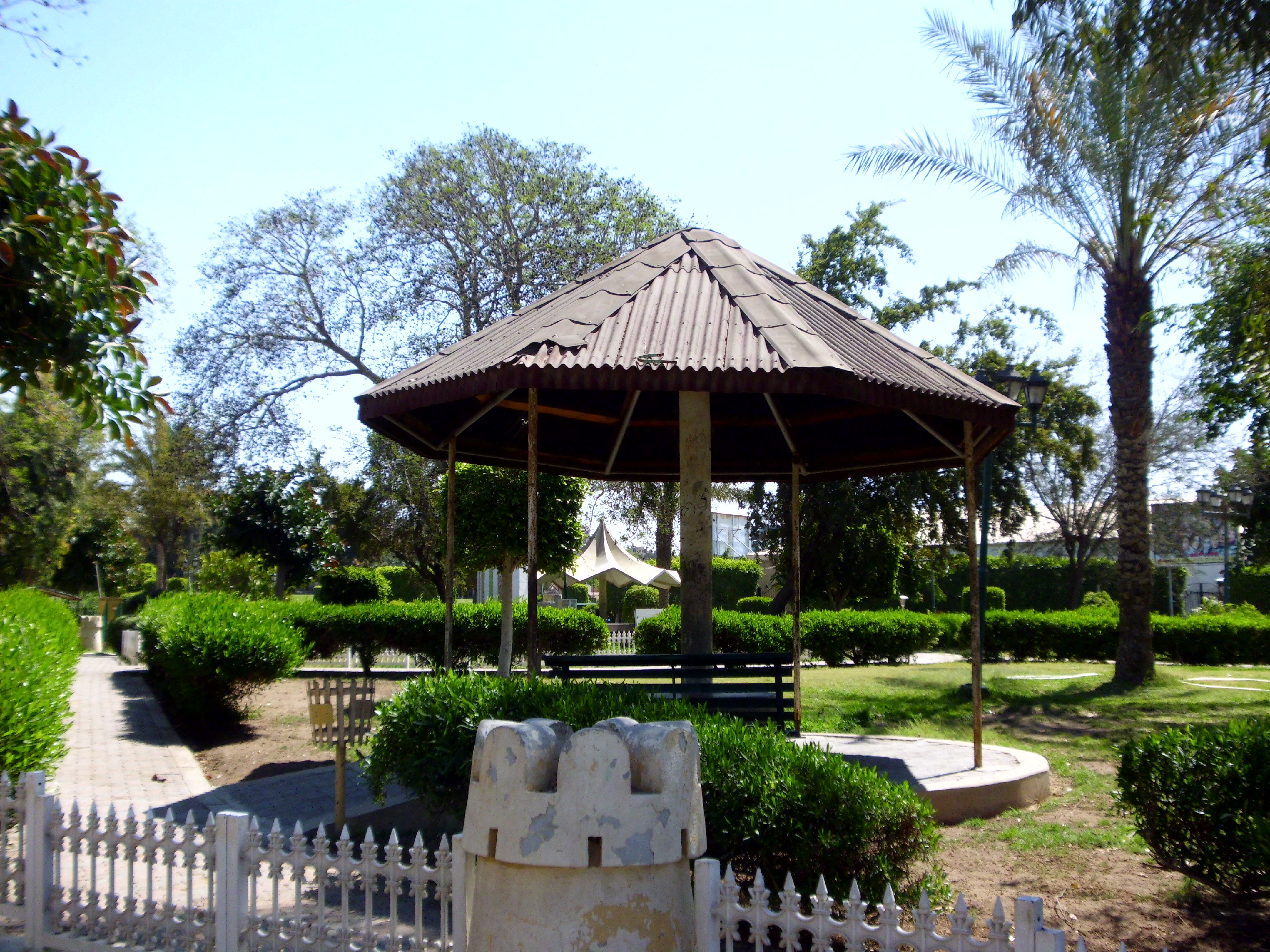
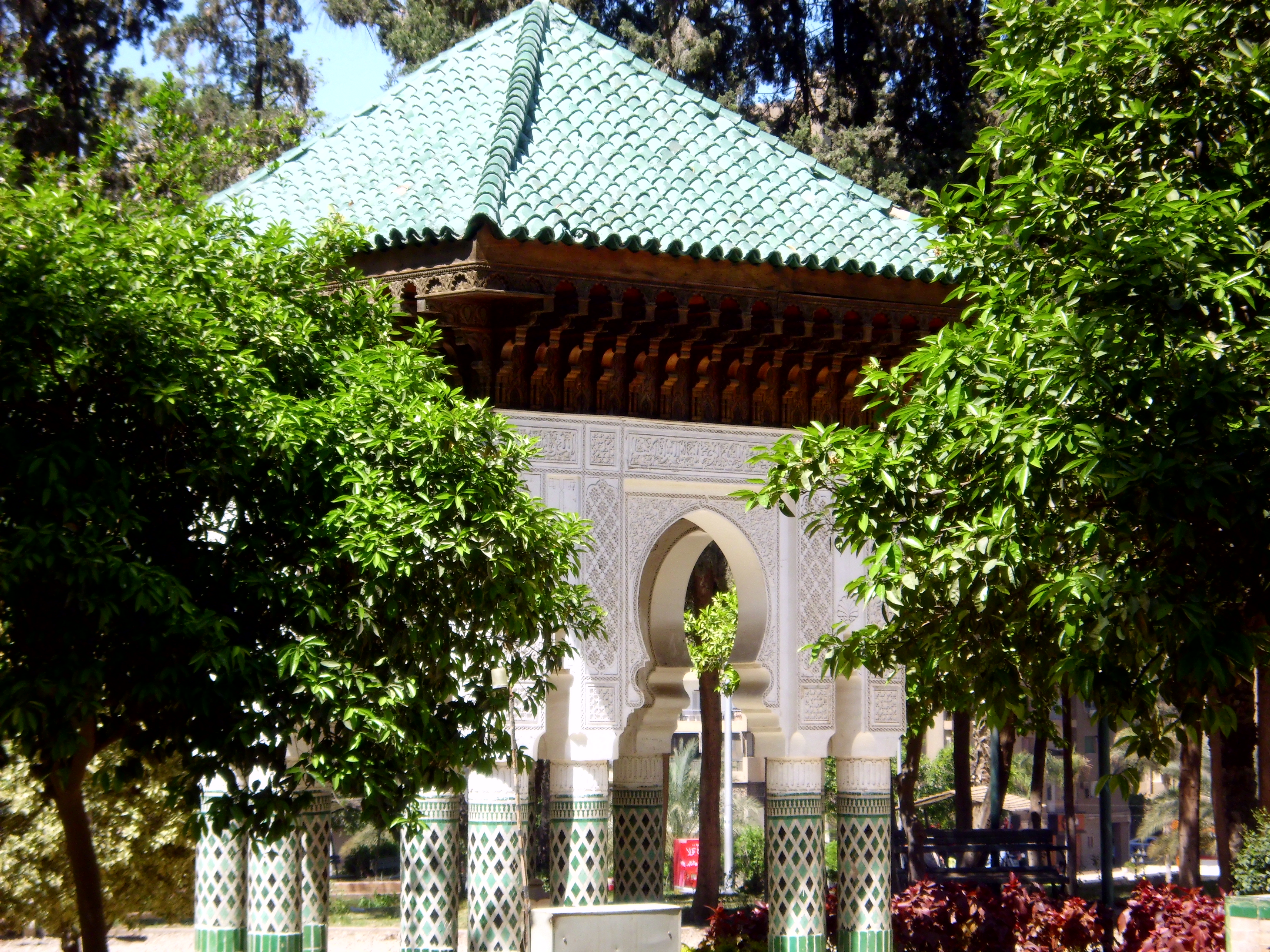
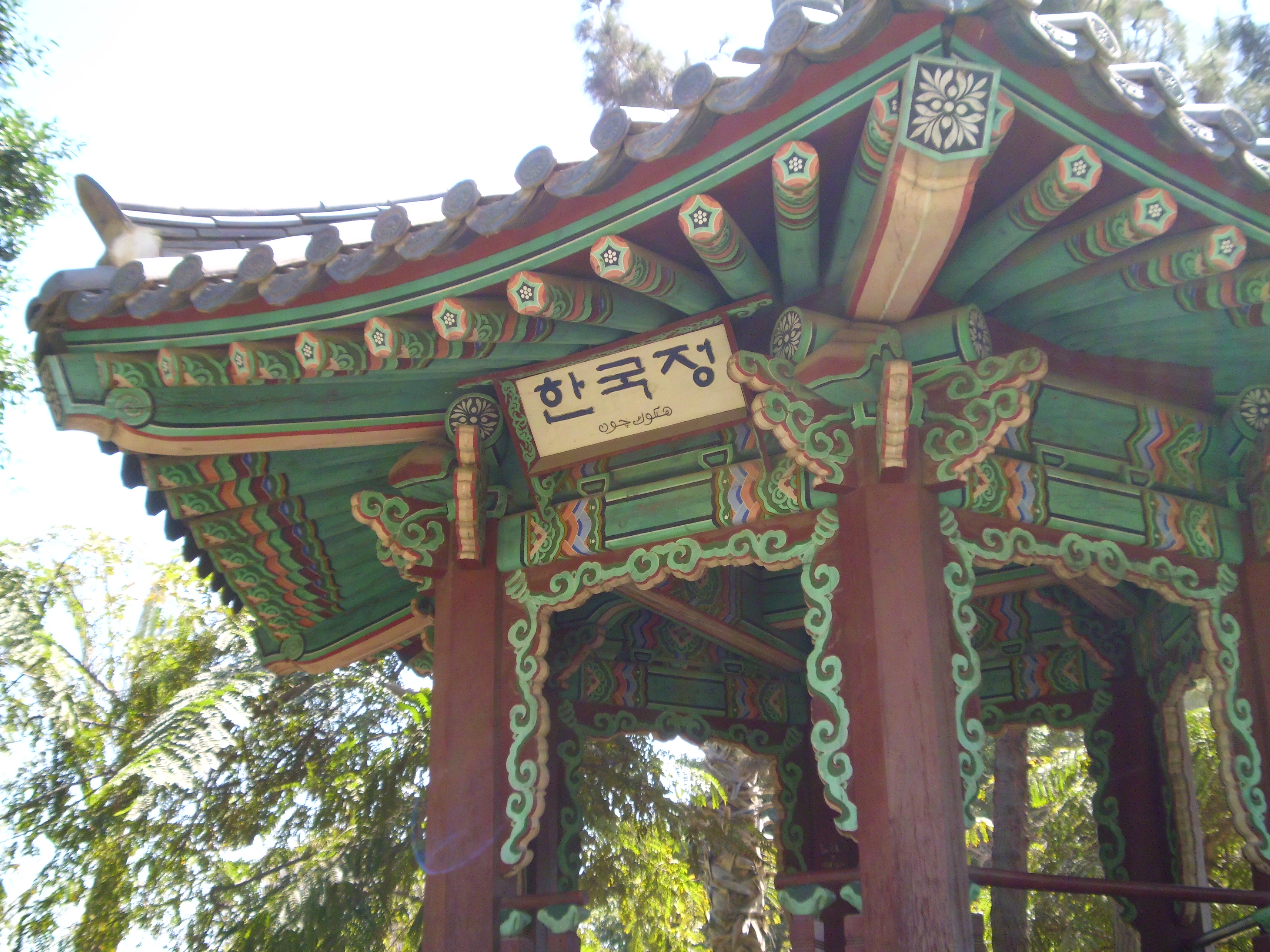
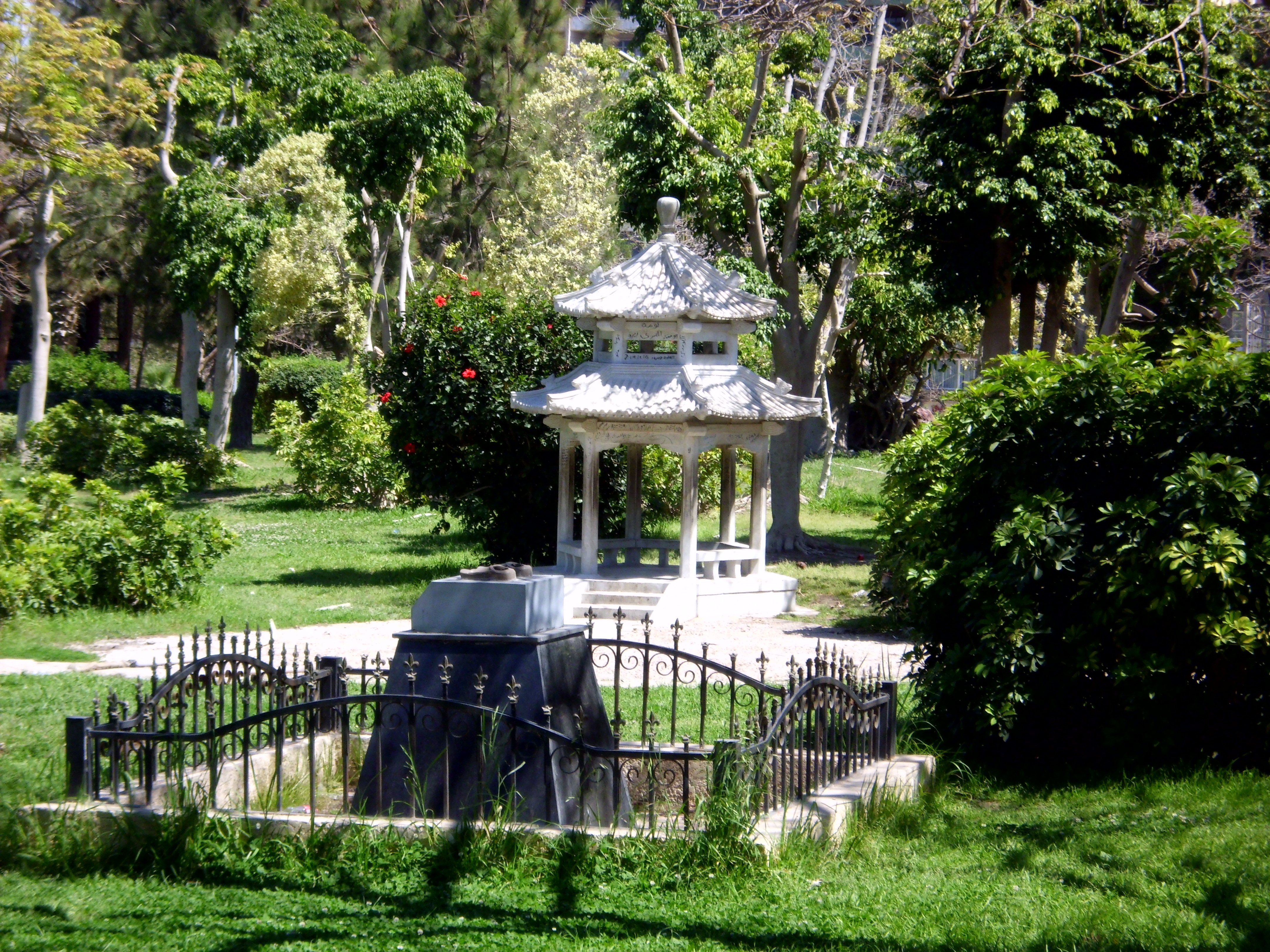
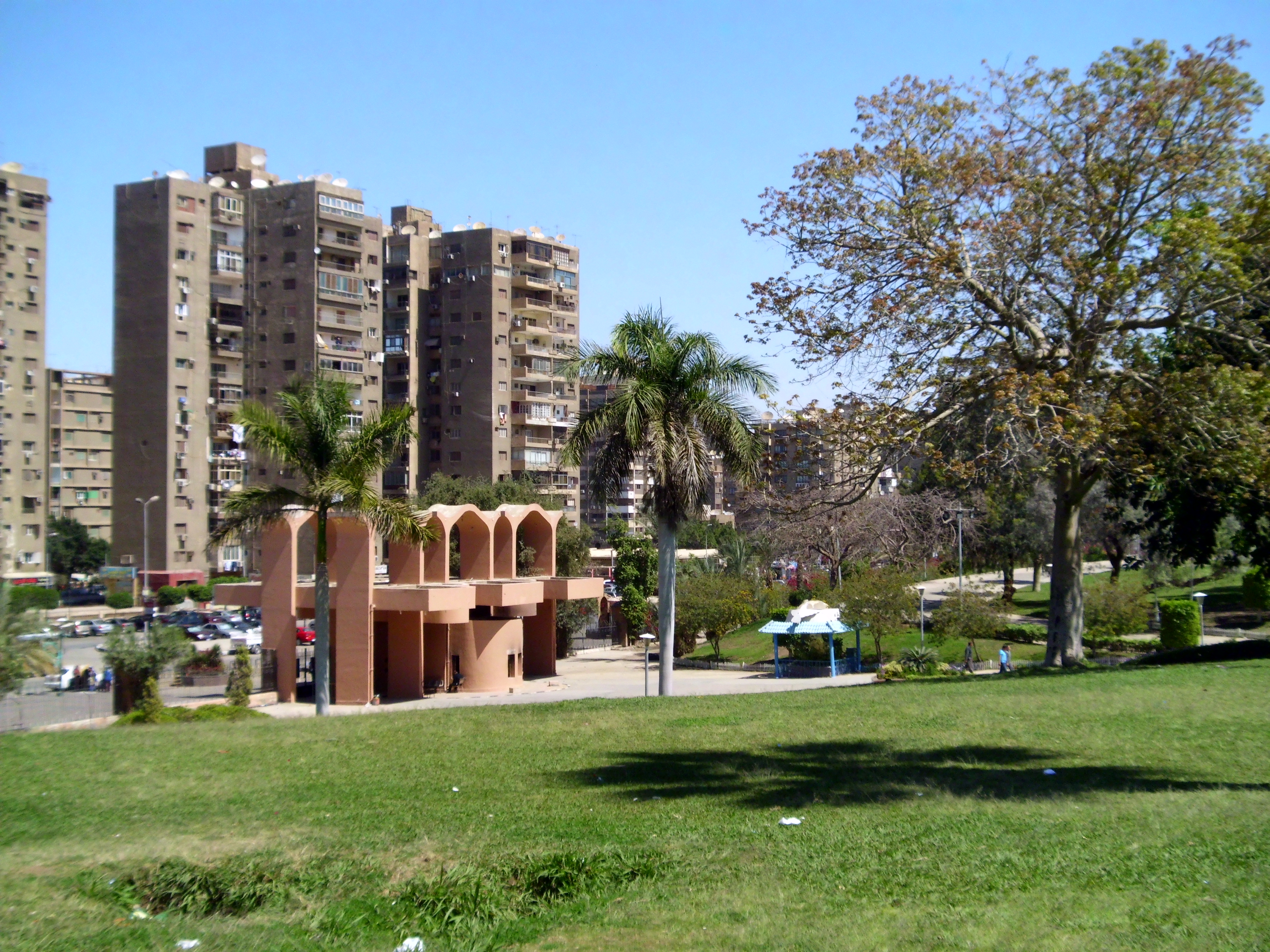
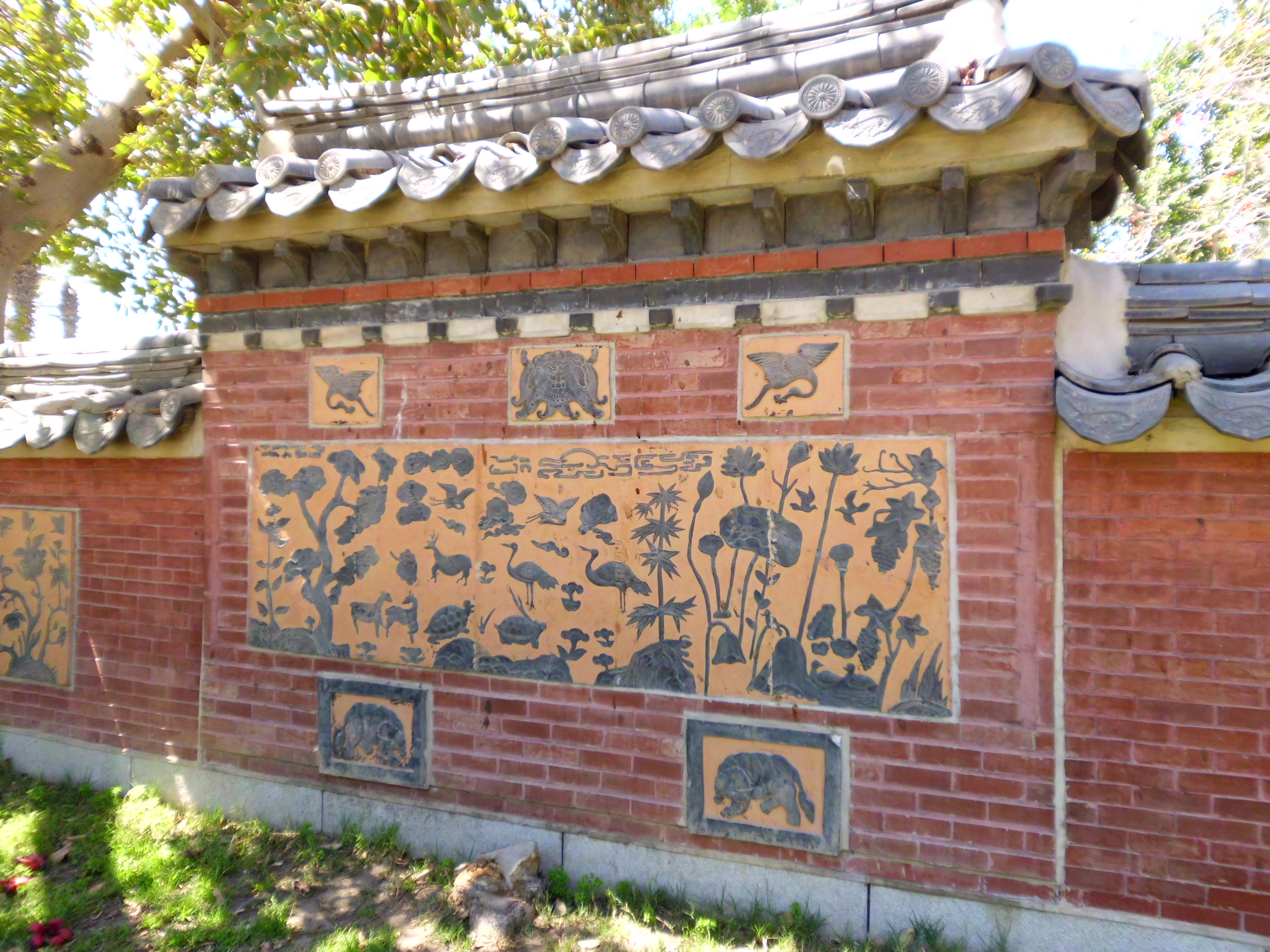
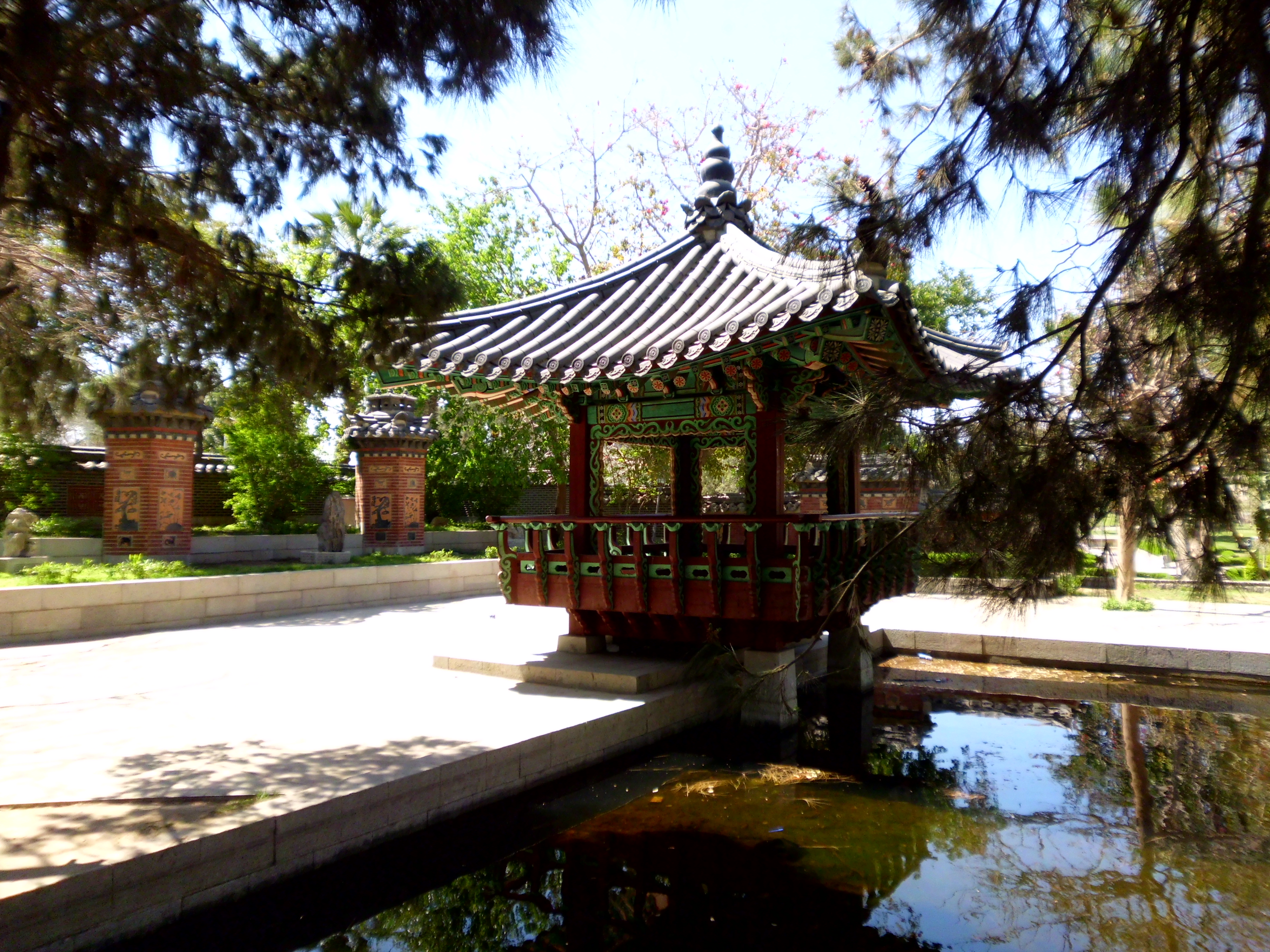
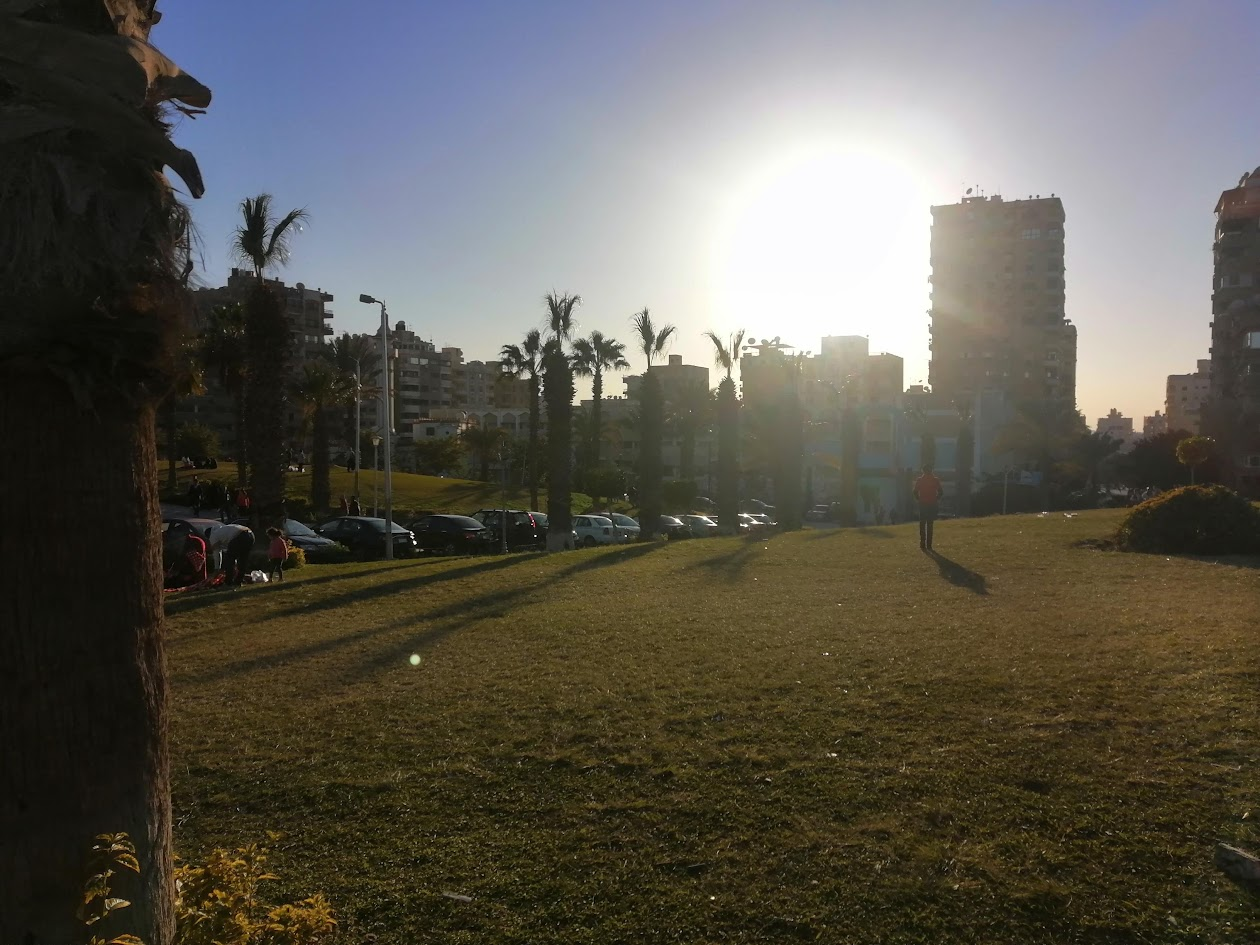